# Фелбург
Фелбург (њем. Velburg) град је у њемачкој савезној држави Баварска. Једно је од 19 општинских средишта округа Нојмаркт (Горњи Палатинат). Према процјени из 2010. у граду је живјело 5.212 становника. Посједује регионалну шифру (AGS) 9373167.

## Географски и демографски подаци
Фелбург се налази у савезној држави Баварска у округу Нојмаркт (Горњи Палатинат). Град се налази на надморској висини од 492 метра. Површина општине износи 175,7 km². У самом граду је, према процјени из 2010. године, живјело 5.212 становника. Просјечна густина становништва износи 30 становника/km².